# ویژبیتس-ستروپکی
ویژبیتس-ستروپکی (به لاتین: Wierzbice-Strupki) یک روستا در لهستان است که در گمینا یابووننا لاتسکا واقع شده‌است.